# Lyon

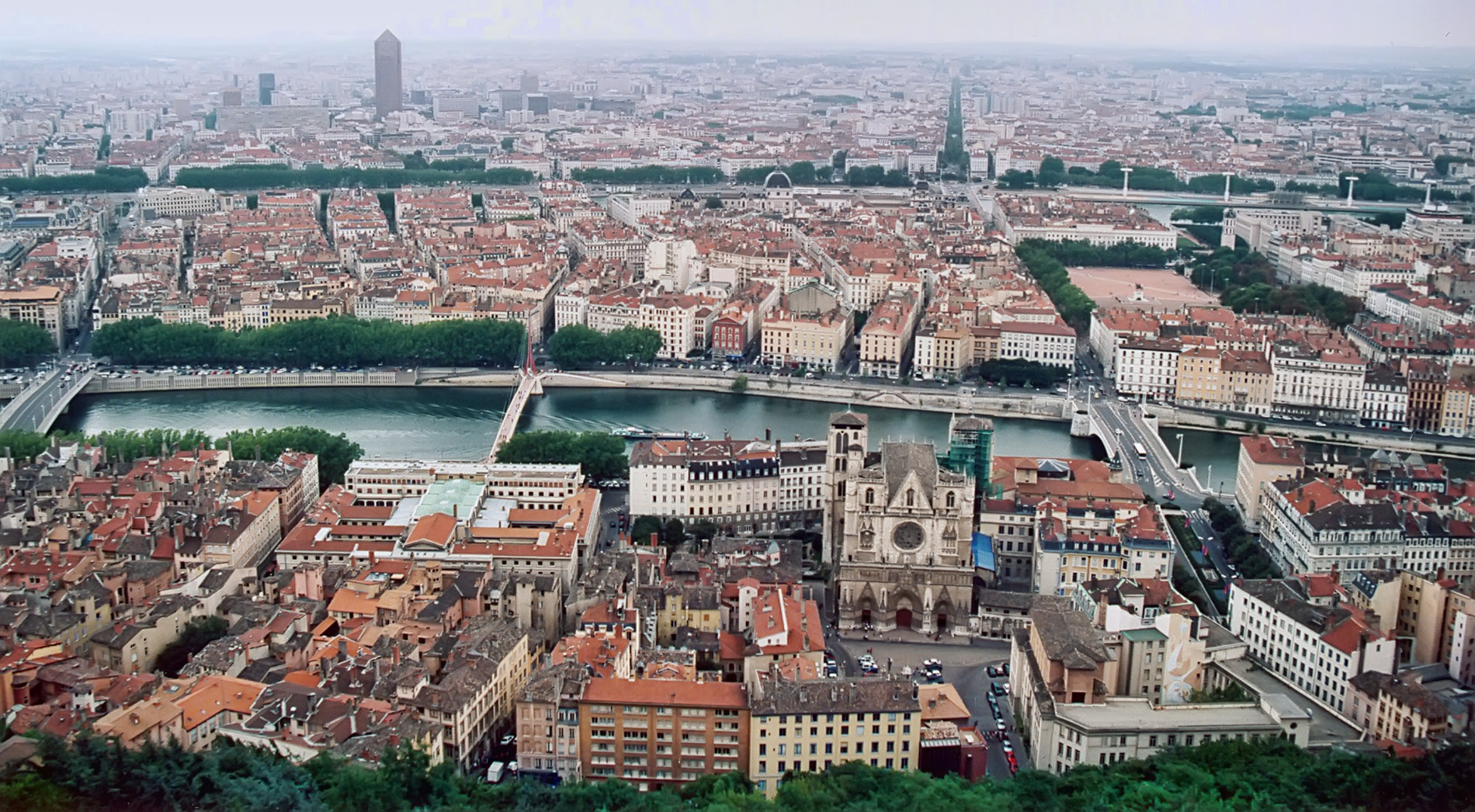
Staré město a poloostrov z Fourvière, v popředí katedrála

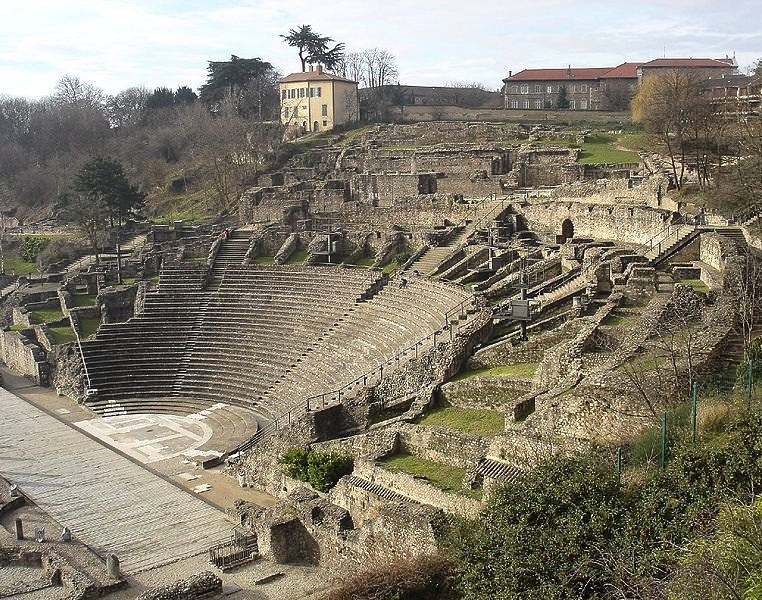
Římské divadlo

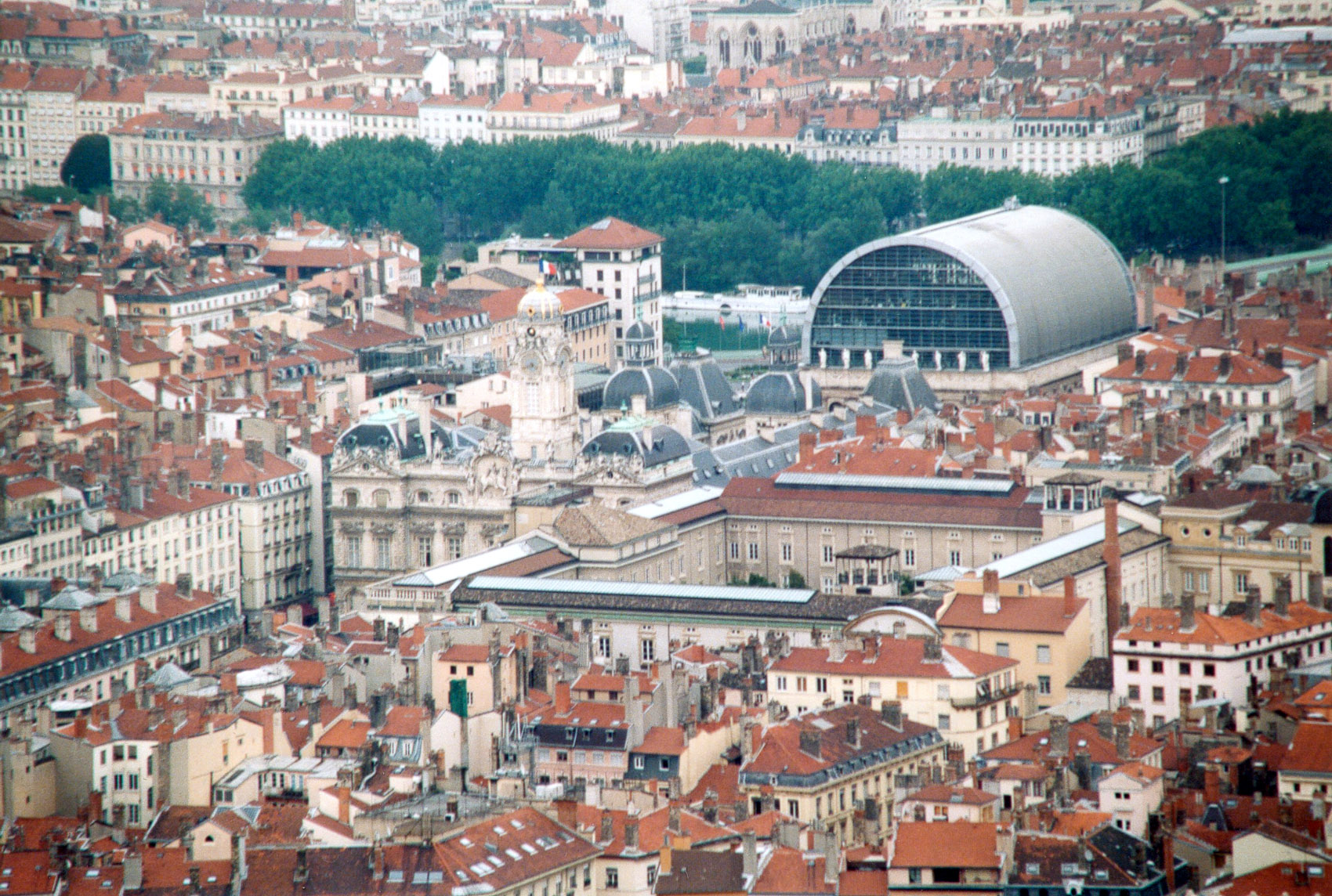
Radnice a opera

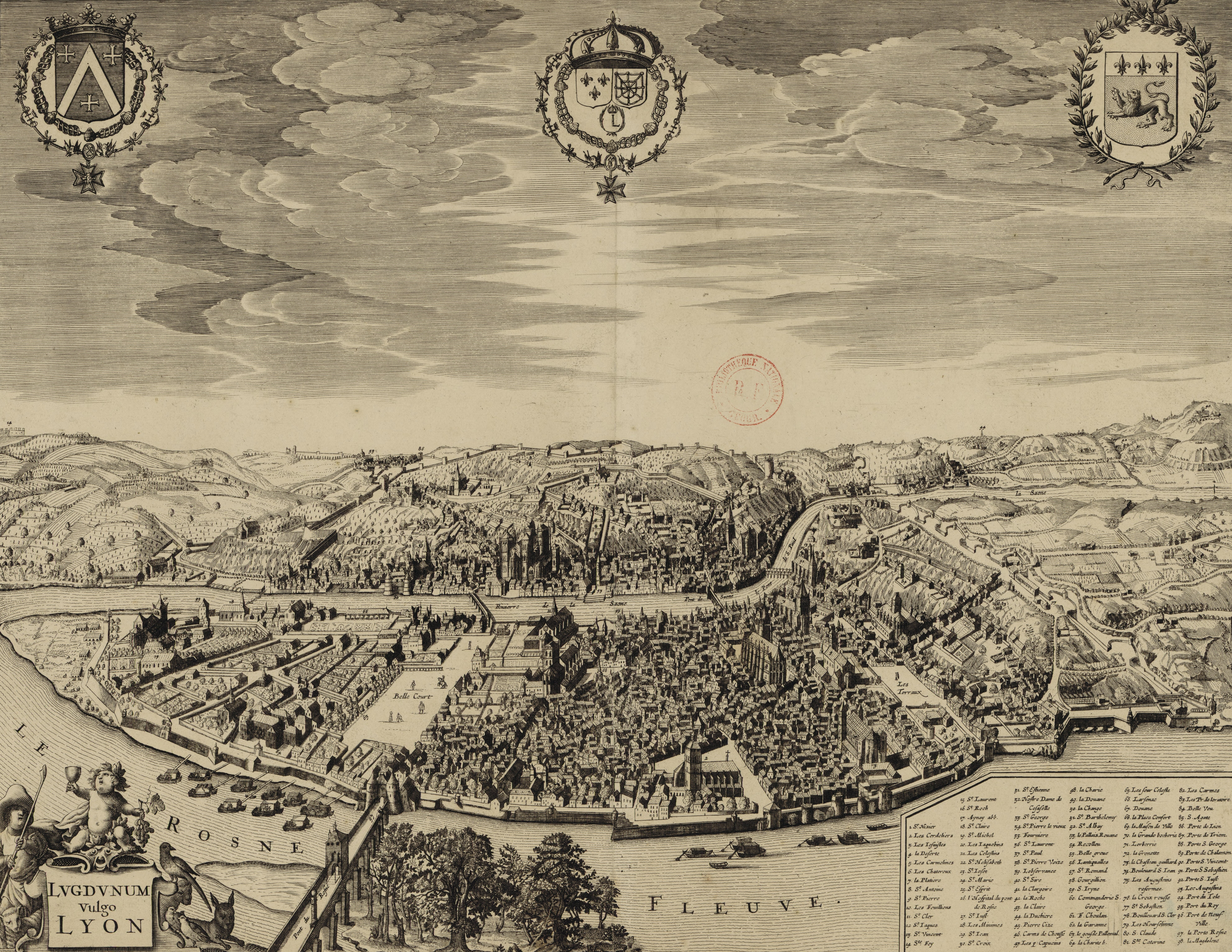
Lyon v 17. století: v popředí Rhona, za poloostrovem a Saonou je Staré město a nad ním vrch Fourvière

Lyon (francouzsky  li.jɔ̃), je historické město ve středovýchodní Francii, hlavní město regionu Auvergne-Rhône-Alpes a hlavní město metropole Lyonu. Dohromady se svými příměstskými částmi a satelitními městečky tvoří po Paříži druhou největší aglomerací ve Francii s 1 757 180 obyvateli a je přibližně 20. až 25. v Evropě.
Leží na soutoku řek Rhôny a Saôny, které je dělí na tři části, spojené 22 mosty. Město je významné průmyslové, obchodní a finanční centrum s mnoha vysokými školami, vědeckými ústavy, je kulturním a náboženským střediskem a je proslulé svou zvláštní kuchyní. Městem prochází nejdůležitější francouzská železniční trať Paříž – Lyon – Marseille, setkává se zde několik dálnic a východně od města je mezinárodní letiště. V Lyonu sídlí mezinárodní centrála Interpolu, televize Euronews a Mezinárodní institut pro výzkum rakoviny (IARC). Historické centrum je součástí Světového dědictví UNESCO.
Severně od města začíná vinařská oblast Beaujolais a jižně Côtes du Rhône. Na západ od města začíná Francouzské středohoří, na východ předhůří Alp. Podle města se jmenovala provincie Lyonnais, jíž byl Lyon hlavním městem. Le Lyonnais i dnes označuje oblast kolem města, která je však mnohem menší než region Rhône-Alpes.

## Historie
Město bylo založeno Římany v roce 43 př. n. l. na západním břehu Saôny, pod vrchem Fourvière, jmenovalo se Lugdunum a bylo významným říčním přístavem. Stalo se správním centrem Galie a narodili se zde dva budoucí římští císařové, Claudius (10 př. n. l.–54) a Caracalla (188–217). Bylo strategickém místem sítě cest Via Agrippa. Správním centrem bylo město po tři století, tuto výsadu postupně ztrácelo se zánikem Římské říše. Ve 2. století bylo založeno biskupství, v letech 177–202 zde byl biskupem Ireneus z Lyonu, jeden z nejvýznamnějších raně křesťanských teologů. Od 4. století je to arcibiskupství a zdejší arcibiskup je primasem celé Francie.[zdroj?]
V období pozdní antiky zde byla škola, kde studoval mimo jiné i politik a historik Sidonius Apollinaris. V roce 461 připadl Lyon Burgundům a byl až do dobytí Franky roku 534 rezidencí krále. Město bylo roku 725 poničeno Araby, kteří podnikali nájezdy ze Španělska do Franské říše.[zdroj?]
Roku 1032 připadl Lyon Svaté říši římské a ve 13. století se zde konaly dva významné církevní koncily (První lyonský a Druhý lyonský). Roku 1310 byl obsazen francouzskými jednotkami a roku 1348 byl zasažen morem. V období renesance dosáhlo město velkého rozmachu, jednak jako centrum finančních operací francouzského krále díky blízkosti švábských a švýcarských finančních center (Augšpurk, Basilej) a Itálie s rozvinutým bankovnictvím, a také jako středisko výroby – záhy již manufakturní – kvalitní keramiky a zpracování i obchodu s hedvábím. Důležitým městem s rozvinutým hedvábnictvím Lyon zůstal i ve století 17. a hlavně 18.[zdroj?]
Za francouzské revoluce se Lyon dostal do opozice proti jakobínům. Město bylo dobyto za použití dělostřelby a poničeno, téměř 2000 lidí bylo popraveno. Součástí následných represálií bylo i zbourání výstavních paláců a domů, pokud patřily odpůrcům revoluce.[zdroj?]
Za druhé světové války byl Lyon střediskem hnutí odporu.[zdroj?]
V 19. století se Lyon vyvinul ve významné průmyslové město, roku 1857 se připojil k železnici a roku 1895 zde bratři Lumièrové natočili patrně první film. Ve 20. století převládly banky (Crédit Lyonnais), farmaceutický a chemický průmysl, parfumerie a software. V okolí jsou i významné rafinerie.[zdroj?]

## Pamětihodnosti
- Katedrála svatého Jana Křtitele, trojlodní románsko-gotická stavba se dvěma věžemi, postavená v letech 1165–1481 na místě starších staveb od 3. století. Zde se konaly oba Lyonské koncily ve 13. století.
- Notre-Dame de la Fourvière na vrchu Fourvière nad Starým městem z let 1872 až 1896 patří k dominantám města.
- Bývalý klášterní kostel Saint-Martin d'Ainay, románská stavba s věží v průčelí.
- Románsko-gotický kostel svatého Pavla.
- Gotický kostel sv. Bonaventury z let 1325–1327
- Gotický kostel svatého Niziera se dvěma věžemi v průčelí
- Barokní kaple sv. Trojice, vysvěcená 1622 sv. Františkem Saleským.
- Barokní protestantský Temple du Change ze 17. století
- Barokní kostel svatého Bruna
- Kovová věž (Tour métallique), zmenšená Eifelova věž podle plánů téhož autora na vrchu Fourvière
- Klášter Panny Marie v La Tourette u Eveux, asi 15 km SZ od města, z roku 1960 podle návrhu Le Corbusiera.
- Zoologická zahrada v parku Tête d’or
- Městský park Parc du Vallon a botanická zahrada (Jardin Botanique de Lyon)

## Správní rozdělení města
Aglomerace Lyon se skládá z 9 arrondissementů a obcí Bron, Cailure-et-Cuire, Champagne-au-Mont-d´Or, Charbonnière-les-Bains, Chassieu, Collonges-au-Mont-d´Or, Corbas, Dardilly, Décines-Charpieu, D´Écully, Feyzin, Fontaines-sur-Saône, Francheville, D´Irigny, Limonest, Meyzieu, Mions,La Mulatière, D´Oullins, Pierre-Bénite, Rillieux-la-Pape, Saint-Cyr-au-Mont-d´Or, Saint-Didier-au-Mont-d´Or, Sainte-Foy-lès-Lyon, Saint-Fons, Saint-Genius-Laval, Saint-Priest, Sathonay-Camp, Sathonay-Village, Tassin-la-Demi-Lune, Vaulx-en-Velin, Vénissieux, Villeurbanne.

## Vývoj počtu obyvatel
Počet obyvatel

## Náboženství
V Lyonu je sídlo římskokatolické arcidiecéze, která vznikla v průběhu 3. století.[zdroj?]
Pro muslimskou komunitu zde byla v roce 1994 postavena mešita Grande mosquée de Lyon, šestá největší ve Francii.[zdroj?]

## Doprava

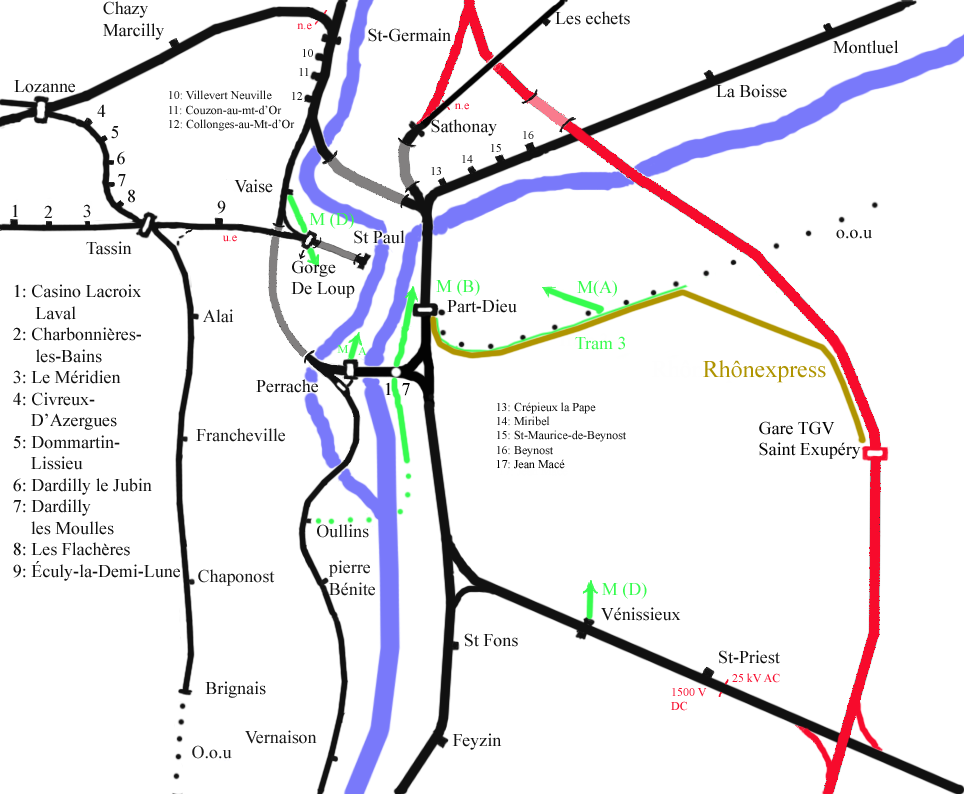
Železnice v Lyonu

Mezinárodní letiště Lyon-Saint Exupéry leží asi 25 km na východ od města, nahradilo v roce 1975 staré letiště Lyon–Bron, které se nyní používá pouze pro nekomerční sportovní a rekreační letectví.[zdroj?]
Silniční dopravu komplikuje kopcovitý terén. Na nedokončený obchvat města (A 46. A 432) navazují dálnice A 6 na sever, A 7 na jih a několik dalších.[zdroj?]
Lyon je důležitý železniční uzel a leží na hlavní trati Paříž – Lyon – Marseille s 230 vlaky TGV denně. Má dvě hlavní nádraží, Part-Dieu z roku 1983 a starší Perrache z roku 1857 v samém středu města. Další nádraží TGV je na letišti Saint-Exupéry.[zdroj?]
Pro vodní přepravu po Rhôně se jižně od města na východním břehu řeky nachází říční nákladní přístav Port de Lyon Edouard Herriot.[zdroj?]
Městská doprava přepraví asi 1,4 milionu cestujících denně, z toho polovinu na čtyřech tratích metra. Systém dále zahrnuje dvě lanovky, 4 trati tramvají, 9 trolejbusových a asi 150 autobusových linek.[zdroj?]
Lyon byl jedním z prvních měst, která zavedla půjčování jízdních kol na ulicích (systém Vélo'v) a od roku 2013 má půjčovnu elektromobilů s 250 vozy.[zdroj?]

## Školství a kultura
Lyon má devět elitních vysokých škol (Grandes écoles) pro různé obory, tři veřejné a jednu církevní univerzitu a řadu dalších vysokých škol, celkem s více než 130 tisíci studenty. Některé jsou umístěny v moderních kampusech na okraji města.[zdroj?]
Lyonská státní opera sídlí v nové budově, kterou navrhl Jean Nouvel. Vedle toho je ve městě řada stálých divadel, koncertních a výstavních sálů a dalších zařízení, například La Halle Tony Garnier. Bienále soudobého umění se zde střídají s Bienálem tance.[zdroj?]

### Muzea
- Muzeum výtvarných umění na Place des Terreaux
- Muzeum soudobého umění
- Muzeum dekorativních umění
- Muzeum bratří Lumièrů
- Muzeum miniatur a filmovych kulis
- Tiskařské muzeum
- Historické muzeum tkanin
- Canutské muzeum (hedvábnictví a tkalcovství)
- Muzeum Fourvière (starověké a galské památky)
- Muzeum Gadagne (dějiny města; loutkářství)
- Musée des Confluences (věda)
- Přírodovědné muzeum
- Africké muzeum
- Muzeum dějin lékařství
- Muzeum dentální chirurgie
- Muzeum Tony Garniera (urbanismus)
- Hasičské muzeum

## Sport
Město Lyon kandidovalo na pořádání Olympijských her v letech 1920, 1924 a 1968.[zdroj?]
V Lyonu je víceúčelová hala Palais des Sports de Gerland, kde se konají koncerty, divadelní a muzikálová představení a sportovní utkání, proběhly zde zápasy Poháru vítězů pohárů v basketbalu mužů, do roku 2009 se zde hrál tenisový turnaj Grand Prix de Tennis de Lyon a uskutečnilo se zde Mistrovství Evropy v krasobruslení 2006.[zdroj?]
V Lyonu mimo jiné sídlí fotbalový klub Olympique Lyonnais s mužským a ženským týmem, volejbalový tým ASUL Lyon Volley-Ball, hokejový Lyon Hockey Club, atletický Lyon Athletics a ragbyový klub Lyon Olympique Universitaire.[zdroj?]

## Známí rodáci
- Petr Valdes (cca 1140 – cca 1205), vůdce křesťanského hnutí valdenských
- Louis Gabriel Suchet (1770–1826), francouzský maršál období Francouzského císařství
- Benjamin Delessert (1773–1847), bankéř, továrník a přírodovědec
- André-Marie Ampère (1775–1836), matematik a fyzik a vynálezce
- Jean-Jacques Ampère 1800 – 1864), historik, filolog a spisovatel
- Antoine de Saint-Exupéry (1900–1944), spisovatel, pilot, autor Malého prince
- Bertrand Tavernier (1941–2021), filmový režisér, scenárista a producent
- Jean-Michel Jarre (* 1948), skladatel elektronické hudby
- Natalie Dessayová (* 1965), pěvkyně, koloraturní sopranistka
- Clovis Cornillac (* 1968), herec, filmový režisér a scenárista
- Sylvie Testudová (* 1971), herečka
- Karim Benzema (* 1987), profesionální fotbalový útočník, držitel Zlatého míče za rok 2022
- Houssem Aouar (* 1998), profesionální fotbalista

## Partnerská města[2]
- Addis Abeba (Etiopie)
- Barcelona (Španělsko)
- Beerševa (Izrael)
- Birmingham (Spojené království)
- Boston (USA)
- Frankfurt nad Mohanem (Německo)
- Göteborg (Švédsko)
- Ho Či Minovo Město (Vietnam)
- Jericho (Palestina)
- Jerevan (Arménie)
- Jokohama (Japonsko)
- Kanton (Čína)
- Lipsko (Německo)
- Lodž (Polsko)
- Manchester (Spojené království)
- Milán (Itálie)
- Montreal (Kanada)
- Ouagadougou (Burkina Faso)
- Porto Novo (Benin)
- Rabat (Maroko)
- Sétif (Alžírsko)
- Turín (Itálie)
- Jokohama (Japonsko)
- Ženeva (Švýcarsko)